# Blaesoxipha vesper
Blaesoxipha vesper är en tvåvingeart som beskrevs av Thomas Pape 1994. Blaesoxipha vesper ingår i släktet Blaesoxipha och familjen köttflugor.
Artens utbredningsområde är Wyoming. Inga underarter finns listade i Catalogue of Life.